# デジタル田園都市国家構想
デジタル田園都市国家構想（デジタルでんえんとしこっかこうそう）は、2021年に岸田文雄内閣の下で始動した構想。「デジタルによる地域活性化を進め、さらには地方から国全体へボトムアップの成長を実現する」ことを目的とする。「デジタル田園都市国家構想関連施策の全体像」という資料によれば、1.デジタル基盤の整備、2.デジタル人材の育成・確保、3.地方の課題を解決する為のデジタル実装、4.誰一人取り残されない為の取組、という軸が示されている。

## 概要
デジタル田園都市国家構想は岸田政権の掲げた「新しい資本主義」の重要な柱の一つとされ、「デジタル技術の活用により、地域の個性を活かしながら、地方の社会課題の解決、魅力向上のブレイクスルーを実現し、地方活性化を加速する。」と説明されている。
- デジタル基盤の整備
  - 5G等の早期展開
  - 光ファイバーのユニバーサルサービス化
  - データセンター、海底ケーブル等の地方分散
  - マイナンバーカードの普及促進
  - デジタルトランスフォーメーション（DX）導入などを肇めとした自治体システムの標準化・共通化の推進
- デジタル人材の育成・確保
  - 公的分野のデジタル人材の育成・確保
  - オンライン講座等の実施
- 地方の課題を解決するためのデジタル実装
  - ローカル5G実装
  - デジタル化による消防・防災の高度化
- 誰一人取り残されない為の取組
  - デジタル活用を促す為の支援

## Digi田甲子園
Digi田（デジでん）甲子園は、地方公共団体、民間企業・団体など様々な主体がデジタルの力を活用して地域課題の解決等に取り組む事例を幅広く募集し、特に優れたものを内閣総理大臣賞として表彰する取組である。
岸田首相(当時)は以下の三点を掲げ、Digi田甲子園の取り組みを始めた。
- 全国津々浦々でデジタル田園都市国家構想を力強く進めて行くためには、地方の創意工夫による独自の取組を積極的に発信し、横展開していくことが必要である。
- 地方公共団体や民間企業の意欲や、広く国民全体の関心を高め、様々な主体が積極的に参画できる環境を整えることも重要である。
- このため、本構想の実現に向けた地域の取組を広く募集し、特に優れたものを表彰する「Digi田(デジでん)甲子園」を開催する。

Digi田甲子園は過去に4度行われ、多くの団体が表彰を受けた。初めて行われた令和四年度夏のDigi田甲子園には159の団体が参加した。令和四年度冬のDigi田甲子園では審査員による選考のみならずインターネット投票が行われ、順位が記録された。
| 部門                                    | 受賞団体         | 内容 | 賞      |
| --------------------------------------- | ---------------- | --- | ------- |
| 実装部門 指定都市・中核市・施行時特例市 | 福岡県北九州市   | 北九州市DX推進プラットフォーム創設、北九州市ロボット・DX推進センター開所等による市内中小企業のDX支援の加速化                                          | 優勝    |
| 実装部門 指定都市・中核市・施行時特例市 | 群馬県前橋市     | マイナンバーカードを活用したタクシーによる高齢者等の移動支援                                                                                          | 準優勝  |
| 実装部門 指定都市・中核市・施行時特例市 | 山形県山形市     | 『やまがたAI部』（産学官連携による高校生のためのAI教育）                                                                                              | ベスト4 |
| 実装部門 指定都市・中核市・施行時特例市 | 神奈川県横須賀市 | 書かない窓口 | ベスト4 |
| 実装部門 市                             | 山形県酒田市     | 飛島スマートアイランドプロジェクト | 優勝    |
| 実装部門 市                             | 岐阜県飛騨市     | 電子地域通貨「さるぼぼコイン」を活用した、行政サービスの向上及び地元企業の支援                                                                        | 準優勝  |
| 実装部門 市                             | 北海道北見市     | 書かないワンストップ窓口 | ベスト4 |
| 実装部門 市                             | 埼玉県深谷市     | 地域通貨ネギーによるデジタル基盤の構築と新たな自治体経営について                                                                                      | ベスト4 |
| 実装部門 町・村                         | 群馬県嬬恋村     | 観光・関係人口増加のための嬬恋スマートシティ | 優勝    |
| 実装部門 町・村                         | 宮城県丸森町     | 電子母子手帳アプリとオンライン医療相談の連携活用による子育て世代への支援                                                                              | 準優勝  |
| 実装部門 町・村                         | 高知県日高村     | 日本で初めてスマホ普及率100％を目指す「村まるごとデジタル化事業」                                                                                     | ベスト4 |
| 実装部門 町・村                         | 静岡県小山町     | 予約・乗車システムを活用したデマンドバスによる地域生活圏のモビリティの充実                                                                            | ベスト4 |
| アイデア部門                            | 群馬県前橋市     | めぶくEYE：視覚障がい者歩行サポートシステム | 優勝    |
| アイデア部門                            | 千葉県いすみ市   | DXによる魚価向上・漁業の担い手確保を通じた地域活性化                                                                                                  | 準優勝  |
| アイデア部門                            | 三重県多気町ほか | 「Green & Digital Mie」三重広域連携DXプラットフォーム推進事業～自然あふれる地域の魅力と、利便性の高いデジタルサービスが融合した、魅力あるまちづくり～ | ベスト4 |
| アイデア部門                            | 京都府舞鶴市     | ブランド京野菜「万願寺甘とう」データを活用したスマート栽培による持続可能な産地づくり                                                                  | ベスト4 |

| 受賞団体                            | 内容                                                         | 賞      | 獲得票数 | 主な実装地域       |
| ----------------------------------- | ------------------------------------------------------------ | ------- | -------- | ------------------ |
| あいおいニッセイ同和損害保険        | デジタル（テレマティクス）技術を活用した新たな交通安全対策   | 優勝    | 8,448    | 福井県             |
| 東日本旅客鉄道                      | 北信濃での観光型MaaSによる利便性向上と広域周遊の促進         | 準優勝  | 3,884    | 長野県北信濃エリア |
| ダイハツ工業                        | 福祉介護・共同送迎サービス ゴイッショ                        | ベスト4 | 3,379    | 香川県三豊市       |
| 大日本印刷                          | 学びのプラットフォーム「リアテンダント」で実現する教育ＤX    | ベスト4 | 2,146    | 東京都             |
| 名古屋大学 安田・遠藤・浦田研究室   | 産学官民連携による観光DX ～高山市におけるデータの地産地消～  | ベスト8 | 不明     | 岐阜県高山市       |
| 札幌医科大学医学部 消化器内科学講座 | 北海道炎症性腸疾患患者医療均一化を目指した遠隔医療体制の確立 | ベスト8 | 3,321    | 北海道釧路市       |
| ファームノート                      | 北海道の酪農牧場でDX実証、全国の酪農生産者へDXを推進         | ベスト8 | 不明     | 北海道             |
| 母子モ                              | 母子健康手帳アプリのデジタル予診票を活用した小児予防接種DX   | ベスト8 | 不明     | 千葉県市原市       |

| 部門               | 受賞団体                     | 内容                                                         | 賞      | 獲得票数 | 主な実装地域     |
| ------------------ | ---------------------------- | ------------------------------------------------------------ | ------- | -------- | ---------------- |
| 地方公共団体部門   | 愛知県豊田市上下水道局       | 水道ＤＸ～人工衛星とＡＩによる水道管の健康診断               | 優勝    | 1,725    | 愛知県豊田市     |
| 地方公共団体部門   | 愛知県春日井市               | 地域共助による自動運転ラストマイル送迎サービスの社会実装     | 準優勝  | 3,569    | 愛知県春日井市   |
| 地方公共団体部門   | 大分県                       | ドローンによる被災状況調査体制の確立等を通じた地域防災力向上 | ベスト4 | 2,539    | 大分県全域       |
| 地方公共団体部門   | 福岡県福岡市                 | 防災アプリ「ツナガル＋（プラス）」～DXで市民の安全を守る！～ | ベスト4 | 1,487    | 福岡県福岡市     |
| 民間企業・団体部門 | 富士フイルムシステムサービス | 罹災証明迅速化ソリューション                                 | 優勝    | 10,116   | 大分県日田市     |
| 民間企業・団体部門 | 東日本旅客鉄道               | 日本初！駅ホーム上で対面とオンラインで受診できるクリニック   | 準優勝  | 4,859    | 東京都国分寺市   |
| 民間企業・団体部門 | ふくいのデジタル             | 地銀×地方紙の共同出資会社ふくいのデジタルによる地域DX事業    | ベスト4 | 6,709    | 福井県全域       |
| 民間企業・団体部門 | WHOLE EARTH FOUNDATION JAPAN | 市民参加型のインフラ保全プラットフォーム「TEKKON」           | ベスト4 | 979      | 東北６県＋新潟県 |

| 部門               | 受賞団体                     | 内容                                                         | 賞      | 獲得票数 | 主な実装地域   |
| ------------------ | ---------------------------- | ------------------------------------------------------------ | ------- | -------- | -------------- |
| 地方公共団体部門   | 富山県                       | 富山県で生まれたクマ対策ＤＸ                                 | 優勝    | 5,128    | 富山県全域     |
| 地方公共団体部門   | 宮城県仙台市・東日本電信電話 | 診療カーによるオンライン診療の推進                           | 準優勝  | 3,088    | 宮城県仙台市   |
| 地方公共団体部門   | ふくいMaaS協議会             | ふくいＭａａＳを機とした地域間連携の土台作りについて         | ベスト4 | 2,916    | 福井県嶺北全域 |
| 地方公共団体部門   | 愛知県豊田市                 | 都市基盤ＤＸ ～水道使用量等のＡＩによる空き家予測～          | ベスト4 | 1,619    | 愛知県豊田市   |
| 民間企業・団体部門 | サカイ引越センター           | 引越データを活用した地域課題解決への取り組み                 | 優勝    | 5,765    | 滋賀県全域     |
| 民間企業・団体部門 | 東日本旅客鉄道               | 空間⾃在ワークプレイスを活⽤した実践型遠隔ものづくり⼈材育成 | 準優勝  | 5,453    | 新潟県三条市   |
| 民間企業・団体部門 | AOI Pro.                     | 地域の魅力を映像にしよう！〜撮り旅〜                         | ベスト4 | 3,960    | 愛媛県         |
| 民間企業・団体部門 | 日立ハイテクネクサス         | 温度検知QRコードラベルで日本産の食材を美味しいまま世界へ！   | ベスト4 | 1,396    | 鹿児島県全域   |

## 会議等

### デジタル田園都市国家構想実現会議
内閣総理大臣を議長、デジタル田園都市国家構想担当大臣、デジタル大臣、内閣官房長官を副議長とする。構成員については、内閣府特命担当大臣（地方創生）、総務大臣、文部科学大臣、 厚生労働大臣、農林水産大臣、経済産業大臣、国土交通大臣その他内閣総理大臣が指名する国務大臣並びに地方活性化及びデジタルに関し優れた識見を有する者のうちから内閣総理大臣が指名する者である。有識者構成員としては、石山志保、井澗誠、太田直樹、加藤百合子、正能茉優、野田由美子、竹中平蔵、冨田哲郎、増田寛也、村井純、村井嘉浩、柳澤大輔、湯﨑英彦、若宮正子が参加している。
| 回数   | 年     | 日付     | 場所                                               | 議事 |
| ------ | ------ | -------- | -------------------------------------------------- | --- |
| 第1回  | 2021年 | 11月11日 | 官邸2階大ホール                                    | デジタル田園都市国家構想の実現に向けて |
| 第2回  | 2021年 | 12月28日 | 官邸2階大ホール                                    | デジタル田園都市国家構想の実現に向けて |
| 第3回  | 2022年 | 2月4日   | 中央合同庁舎第4号館4階 共用第2特別会議室           | デジタル人材の育成・確保、誰一人取り残されない取組について                                                                                     |
| 第4回  | 2022年 | 2月24日  | (オンライン開催)                                   | デジタル基盤の整備について |
| 第5回  | 2022年 | 3月15日  | (オンライン開催)                                   | 個別分野におけるデジタル実装にかかる取組について                                                                                               |
| 第6回  | 2022年 | 4月4日   | (オンライン開催)                                   | デジタル田園都市国家構想を先導する取組について                                                                                                 |
| 第7回  | 2022年 | 4月27日  | 官邸2階大ホール＋オンライン開催                    | デジタル田園都市国家構想基本方針（骨子案）について                                                                                             |
| 第8回  | 2022年 | 6月1日   | 官邸2階大ホール＋オンライン開催                    | デジタル田園都市国家構想基本方針（案）について                                                                                                 |
| 第9回  | 2022年 | 9月29日  | 官邸2階大ホール＋オンライン開催                    | デジタル田園都市国家構想総合戦略（仮称）の策定方針等について                                                                                   |
| 第10回 | 2022年 | 11月30日 | 官邸4階大会議室＋オンライン開催                    | デジタル田園都市国家構想総合戦略骨子（案）について                                                                                             |
| 第11回 | 2022年 | 12月16日 | 官邸2階大ホール＋オンライン開催                    | デジタル田園都市国家構想総合戦略（案）について                                                                                                 |
| 第12回 | 2023年 | 3月31日  | 官邸2階大ホール＋オンライン開催                    | デジタル田園都市国家構想総合戦略の実行等について                                                                                               |
| 第13回 | 2023年 | 6月2日   | 官邸4階大会議室＋オンライン開催                    | 当面の重点検討課題（案）について |
| 第14回 | 2023年 | 8月3日   | 群馬県高崎市Gメッセ群馬＋オンライン開催            | 当面の重点検討課題における個別施策の進捗状況等について                                                                                         |
| 第15回 | 2023年 | 12月14日 | 中央合同庁舎第8号館8階特別大会議室＋オンライン開催 | デジタル田園都市国家構想総合戦略（2023改訂版）（案）等について                                                                                 |
| 第16回 | 2024年 | 6月10日  | 中央合同庁舎第8号館8階特別大会議室＋オンライン開催 | 各地方公共団体のデジタル実装状況及びこれを踏まえた今後の推進方針並びにデジタル人材育成の取組状況、地方創生10年の取組と今後の推進方向等について |

### 総務省デジタル田園都市実現構想推進本部
総務大臣を本部長とする。